# Mešita Behramiyah
Mešita Behramiyah (arabsky جامع البهرمية‎) je jedna z historických mešit v Aleppu v Sýrii, datující se do dob osmanské nadvlády. Nachází se v okrese al-Jalloum na západě od citadely, mezi branou Antioch a Khan al-Jumrok, mezi historickými zdmi středověkého Aleppa. Mešita byla vybudována v roce 1583 pod dohledem osmanského vazala Behrama Paši, během vlády sultána Murada III. Jedná se o čistý osmanský styl s kulatým minaretem a obrovským hlavním dómem.

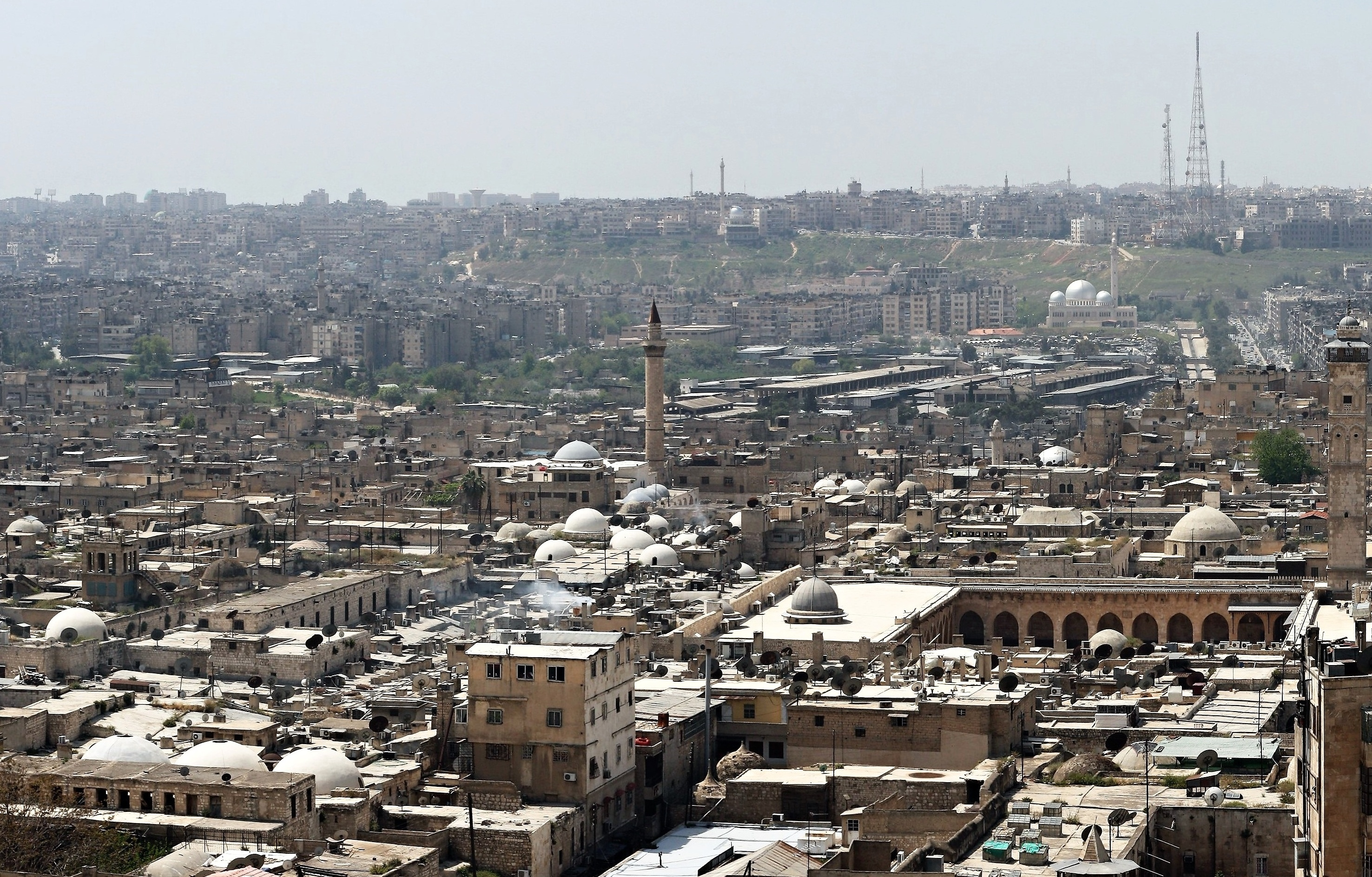
Pohled na město z aleppské citadely, mešita Al-Behramiyah s minaretem je na snímku uprostřed

Během své historie byla několikrát renovována. Během 17. století se minaret zřítil a byl znovu vystavěn v roce 1699. Po smrtícím zemětřesením v Aleppu v roce 1822 byl dóm mešity zničen a byl opraven až v roce 1860.